# 한정우 (배우)
한정우(1986년 3월 30일 ~ )는 대한민국의 배우이다.

## 학력
- 세명대학교

## 출연작

### 영화
- 《커터》 (2016년) - 범일 역
- 《히어로》 (2010년) - 은석 역
- 《요술》 (2010년) - 학교친구 2 역

### 드라마
- 《국가대표 와이프》 (2021년, KBS1) - 양재민 역
- 《청춘시대》 (2016년, JTBC) - 명준 역
- 《장영실》 (2016년, KBS1) - 문종 역
- 《어바웃 러브》 (2015년, 웹드라마) - 이우 역

### 뮤직비디오
- 더 넛츠 - 슬픈조우